# Gammel Hørby
Gammel Hørby er navnet på Hørby landsby i Hørby Sogn (tidligere Dronninglund Herred, Nordjyllands Amt).
Hørby nævnes første gang i 1408.
Hørby var i 1682 en landsby bestående af 4 gårde. Det samlede dyrkede areal udgjorde 129,3 tønder land skyldsat til 14,44 tønder hartkorn.
Hørby bestod omkring 1900 af en spredt bebyggelse af kirke, gårde og huse med skole og en smedie, der ligeledes lå for sig selv.